# Johan Lorentz Aschan
Johan Lorentz Aschan (uttalas aská:n), född (26 juni) 1772 på Applarp, Flisby socken, Jönköpings län, död 20 maj 1856, var en svensk industriman. Han tillhörde släkten Aschan från Östergötland.

## Biografi
Aschan tog studentexamen i Uppsala 1787 samt tjänstgjorde 1790 och 1791 som underläkare i finska kriget. År 1797 blev han medicine doktor och samma år provinsialläkare i Nora och Lindes distrikt. År 1798 blev han kirurgie magister samt intendent vid Loka brunn, och 1803 utnämndes han till regementsläkare vid Smålands lätta dragoner. År 1812 blev han genom tjänstebyte provinsialläkare på Öland, men tog samma år avsked. År 1814 erhöll han bergsråds namn, heder och värdighet, och 1853 blev han ledamot av Vetenskapsakademien.
Johan Lorentz Aschans egentliga håg låg åt industriell verksamhet och storslöjd. Redan 1802 köpte han det i Kronobergs län belägna Lessebo järn- och pappersbruk, som under hans ledning raskt utvecklades till ett vinstgivande verk. Sedermera inköpte han efter hand flera pappers- och järnbruk i Småland. Vid Kleva nickelhaltiga koppargruva införde han mera ändamålsenliga arbetsmetoder och förädlingssätt. Redan 1824, innan någon annan svensk järnverksägare, kunde han från sin masugn vid Ohs leverera gjuttackjärn av sjö- och myrmalmer till Motala Verkstad av en kvalitet som i de flesta avseenden var jämförlig med det vida dyrare engelska. Aschan gifte sig 31/3 1801 med Carin Nilsdotter, dotter till brukspatronen Nils Nilsson i Grythyttan, "Rike Nilsson", och kunde genom giftermålet förvärva bland annat Lessebo bruk. Aschan blev efter hand mycket förmögen och gjorde betydande donationer: till understöd för ynglingar som studerade kemi, till stipendier vid Linköpings och Växjö gymnasier samt för studerande vid Östgöta och Smålands nationer i Uppsala och Lund, släktstipendier o.s.v.